# Acworth (Georgia)
Acworth ist eine Stadt im Cobb County im US-Bundesstaat Georgia mit 22.440 Einwohnern (Stand: Volkszählung 2020).

## Geographie
Acworth grenzt im Nordwesten an Cartersville (Bartow County) und im Südosten an Kennesaw. Die Stadt liegt rund 15 km nordwestlich von Marietta sowie etwa 40 km nordwestlich von Atlanta. In der Nähe der Stadt, die im Volksmund „The Lake City“ genannt wird, befinden sich die, in den späten 1940er Jahren, künstlich angelegten Seen Lake Allatoona und Lake Acworth.

## Geschichte
Ab 1845 begann die Western and Atlantic Railroad mit dem Bau einer Bahnstrecke von Atlanta nordwärts Richtung Chattanooga. Im Laufe der Jahre entwickelte sich eine Ansiedlung an der Strecke, was am 1. Dezember 1860 schließlich in der Gründung der City of Acworth endete.
Während des Sezessionskrieges wurde die Stadt im November 1864 von General William T. Sherman niedergebrannt, nur ein paar Häuser entkamen den Flammen.
Teile des Spielfilms Footloose wurden hier gedreht.

## Demographische Daten
Laut der Volkszählung von 2010 verteilten sich die damaligen 20.425 Einwohner auf 7.656 bewohnte Haushalte, was einen Schnitt von 2,67 Personen pro Haushalt ergibt. Insgesamt bestehen 8.360 Haushalte. 
68,4 % der Haushalte waren Familienhaushalte (bestehend aus verheirateten Paaren mit oder ohne Nachkommen bzw. einem Elternteil mit Nachkomme) mit einer durchschnittlichen Größe von 3,21 Personen. In 40,8 % aller Haushalte lebten Kinder unter 18 Jahren sowie in 16,8 % aller Haushalte Personen mit mindestens 65 Jahren.
30,6 % der Bevölkerung waren jünger als 20 Jahre, 31,1 % waren 20 bis 39 Jahre alt, 26,2 % waren 40 bis 59 Jahre alt und 11,9 % waren mindestens 60 Jahre alt. Das mittlere Alter betrug 33 Jahre. 47,6 % der Bevölkerung waren männlich und 52,4 % weiblich.
62,5 % der Bevölkerung bezeichneten sich als Weiße, 25,6 % als Afroamerikaner, 0,3 % als Indianer und 3,5 % als Asian Americans. 5,1 % gaben die Angehörigkeit zu einer anderen Ethnie und 3,1 % zu mehreren Ethnien an. 12,4 % der Bevölkerung bestand aus Hispanics oder Latinos.
Das durchschnittliche Jahreseinkommen pro Haushalt lag bei 55.226 USD, dabei lebten 10,7 % der Bevölkerung unter der Armutsgrenze.

## Sehenswürdigkeiten

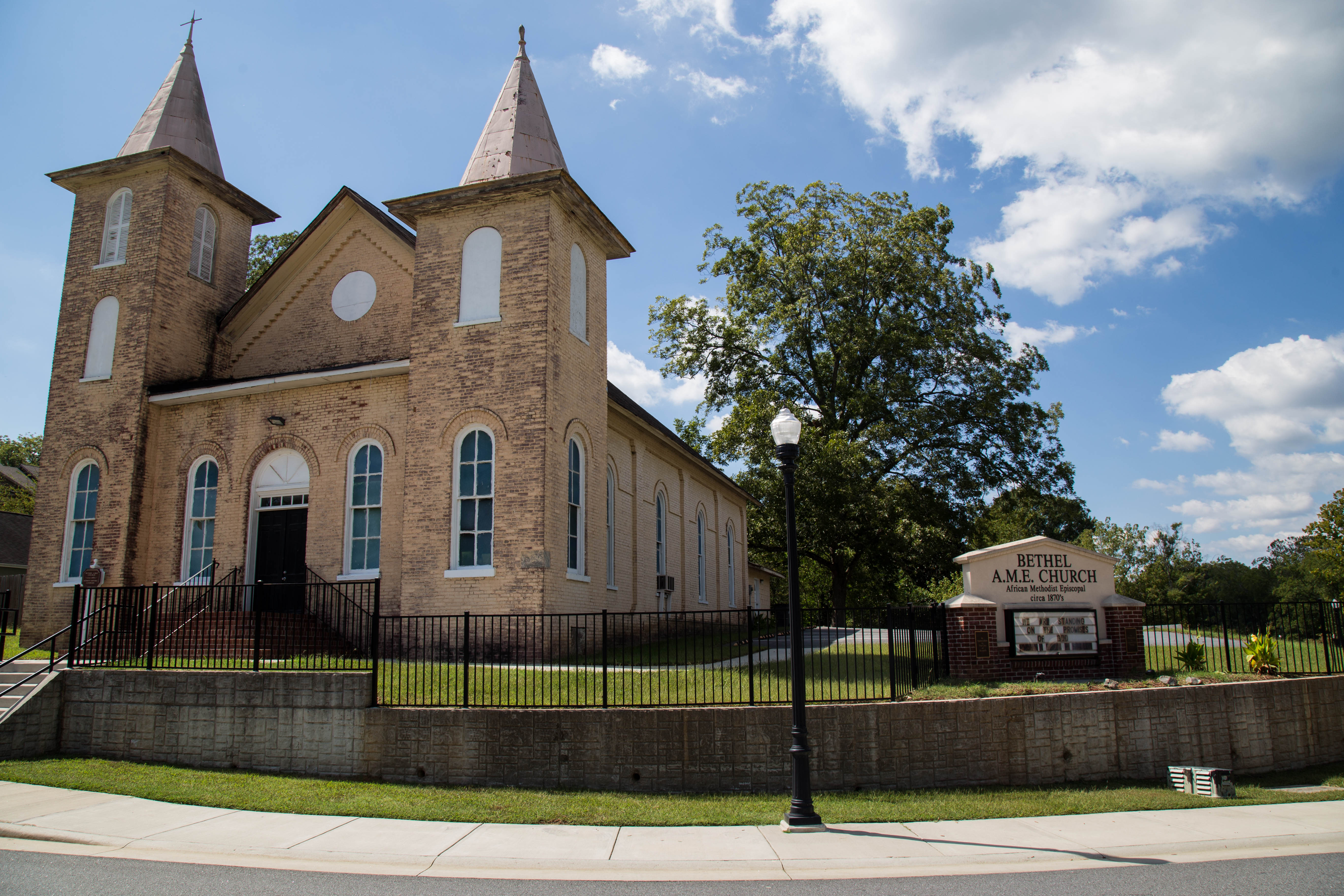
Bethel AME Church

Folgende Objekte sind im National Register of Historic Places gelistet:
- Acworth Downtown Historic District
- Bethel AME Church
- Collins Avenue Historic District
- Cowen, Stephen D., House
- Lake Acworth Beach and Bathhouse
- Moore, Tarleton, House

## Verkehr
Acworth wird von der Interstate 75 tangiert sowie vom U.S. Highway 41 und der Georgia State Route 92 durchquert. Der Personenverkehr auf der Bahnstrecke Atlanta–Chattanooga wurde am 30. April 1970 eingestellt. Heute wird die Strecke von CSX für Güterverkehr genutzt. Der nächste Flughafen ist der Flughafen Atlanta (rund 60 km südlich).

## Kriminalität
Die Kriminalitätsrate lag im Jahr 2010 mit 112 Punkten (US-Durchschnitt: 266 Punkte) im niedrigen Bereich. Es gab fünf Raubüberfälle, neun Körperverletzungen, 35 Einbrüche, 366 Diebstähle und 25 Autodiebstähle.